# Георгиев, Георгий (яхтсмен)
Георгий Иванов Георгиев (4 июня 1930, Кырджали, Третье Болгарское царство — 13 мая 1980, Одесса, Украинская ССР — болгарский путешественник, первый болгарский моряк, совершивший кругосветное путешествие на однокорпусной яхте. Легенда болгарского мореплавания. Герой Народной Республики Болгария (1977). Почётный гражданин Варны. Почетный гражданин Кырджали.

## Биография
Сын армейского офицера. Окончил вечернюю среднюю школу и Техникум кораблестроения и мореплавания, что дало ему возможность заниматься тем, что он любил больше всего — морскими плаваниями. Был инициатором основания яхт-клуба «Порт Варна».
Представлял Болгарию на международной гонке яхтсменов-одиночек ОСТАР – очень престижной трансатлантической регате, стартующей в Великобритании и финиширующей в Плимуте, США. Это было первое серьёзное участие болгарских яхтсменов в международном соревновании и увенчалось оно большим успехом.
20 декабря 1976 года отправился в кругосветное путешествие из Гаваны через Панаму, Маркизские острова, Фиджи , Торресов пролив, Австралию, Индийский океан , Порт-Элизабет, Кейптаун в Гавану. Завершил путешествие в следующем году, снова 20 декабря, с рекордным временем плавания для размеров и возможностей яхты — менее 202 дней. Спустя 3 года это достижение было включено в Книгу рекордов Гиннесса.

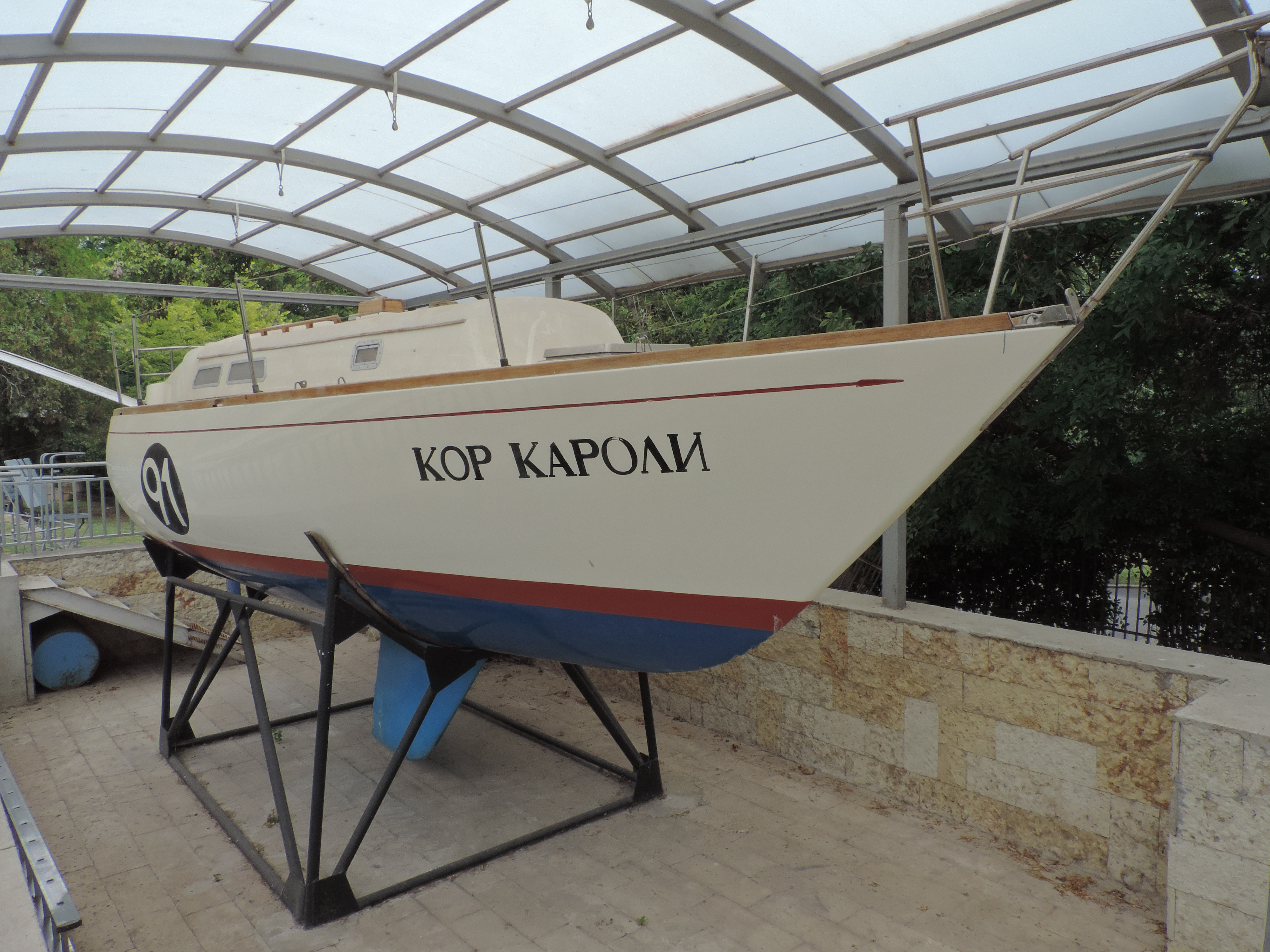
Яхта „Кор Кароли“

Яхта «Кор Кароли», на которой он совершил путешествие, экспонируется сейчас в Военно-морском музее Варны. Здесь же хранится и Книга рекордов Гиннесса, в которую занесено плавание болгарского путешественника как лучшее достижение в совершении кругосветного путешествия на однокорпусной яхте.
Указом правительства в 1977 году стал  Героем Народной Республики Болгария.